# Steatomys cuppedius
Steatomys cuppedius es una especie de roedor de la familia Nesomyidae.

## Distribución geográfica
Se encuentran en Benín, Burkina Faso, Malí, Níger, Nigeria, y Senegal.

## Hábitat
Su hábitat natural son: zonas subtropicales o tropicales matorrales secos.